# Yuanwu Keqin
Yuanwu Keqin (chiń. 圓悟克勤 pinyin Yuánwù Kèqín; kor. 원오극근 Wono Kŭkkŭn; jap. Engo Kokugon; wiet. Viên Ngộ Khắc Cần; ur. 1063, zm. 1135) – chiński mistrz chan frakcji yangqi szkoły chanu linji. Jeden z najważniejszych przedstawicieli chanu koanowego. Znany także jako Foguo i Shaojue Keqin.

## Życiorys
Pochodził z miasta Chongzhu w Pengzhou z konfucjańskiej rodziny. Już w dzieciństwie był uzdolniony i całkowicie opanował konfucjańską klasykę. Zanotowano, że pisał codziennie 1000 słów. Miał również znakomitą pamięć.
Pewnego dnia podczas odwiedzin w klasztorze Miao zauważył, że patrząc na niektóre teksty buddyjskie odczuwał silnie, że kiedyś już je posiadał. Opuścił więc dom i rozpoczął praktykę u mistrza winai Zishenga oraz u mistrza sutr Yuanminga.
Pewnego dnia zachorował śmiertelnie i zorientował się, że jego studia sutr i recytowanie imienia Buddy były niewystarczające. Prawdziwa droga nirwany wszystkich buddów nie jest do znalezienia w słowach. Używałem dźwięków do znalezienia kształtu, ale są one bezużyteczne w radzeniu sobie ze śmiercią. Po wyzdrowieniu udał się na poszukiwanie mistrza chan.
Jego pierwszym nauczycielem chanu był mistrz Zhenjiao Sheng w Syczuanie. Po opuszczeniu go i Syczuanu odwiedził kilku mistrzów; wśród nich byli Zhenru Muzhe (zm. 1095) i Huanglong Zuxin. Wszyscy mistrzowie stwierdzali, że będzie znakomitym przekazicielem Dharmy. Mistrz Huitang powiedział Pewnego dnia cała szkoła linji będzie jego uczniów.
W końcu Yuanwu natrafił na wielkiego mistrza chan Wuzu Fayana (1024–1104). Po ich pierwszym spotkaniu Yuanwu odczuwał, że było ono nieudane, ponieważ mistrz był niesympatyczny i odległy. Rozzłoszczony opuścił klasztor. Gdy Wuzu zobaczył go odchodzącego krzyknął za nim Poczekaj aż zachorujesz z wysoką gorączką, wtedy pomyśl o mnie.
Yuanwu udał się do Jinshan, gdzie bardzo się rozchorował. Przypomniał sobie słowa mistrza i ślubował studiować u niego, gdy tylko wyzdrowieje. Po powrocie, po jakimś czasie został służącym mistrza.
Pewnego dnia urzędnik skarbowy Tixing odszedł na emeryturę, powrócił do Syczuanu i zainteresowany chanem udał się do klasztoru mistrza Wuzu i zaczął go wypytywać.
Wuzu powiedział: Czy gdy byłeś młody czytałeś wiersz Xiaoyana, czy nie? Są w nim dwa wersy, które idą mniej więcej tak „O, te błyskotki nic nie znaczą, gdyż jedynie chcę usłyszeć znajome słowa mojej ukochanej”.
Tixing odparł: Czytałem go.
Wuzu powiedział” Słowa są dobrze dobrane.
Wtedy wszedł Yuanwu i spytał: Słyszałem, że mój mistrz wspomniał wiersz Xiaoyana. Czy Tixing zna go, czy nie?
Wuzu powiedział: On zna tylko słowa.
Yuanwu powiedział: „Jedynie chcę usłyszeć znajome słowa mojej ukochanej”. Jeśli zna słowa, dlaczego ich nie rozumie?
Wuzu powiedział: Dlaczego Bodhidharma przyszedł z zachodu? Cyprys z przodu ogrodu.
Po tych słowach Yuanwu osiągnął oświecenie. Wyszedł na zewnątrz chatki i zobaczył koguta lecącego na ogrodzenie, machającego skrzydłami i piejącego głośno. Powiedział do siebie Czyż to nie jest dźwięk?
Napisał wtedy wiersz oświecenia
Złota kaczka znika w pozłacanym brokacie.
Z wiejską piosnką pijak wraca do lasu.
Młodzieńcza historia miłosna
Jest znana tylko młodej piękności.
Po tym wydarzeniu Wuzuo wyznaczył Yuanwu na stanowisko głównego mnicha.
Istnieje także inna historia oświecenia Yuanwu.
Gdy Wuzu po raz pierwszy przyszedł do klasztoru Wuzu, Yuanwu zajmował się zarządzaniem klasztorem. Miano wybudować wtedy nową kuchnię w rejonie, gdzie rosło piękne drzewo.
Wuzu powiedział: Chociaż to drzewo jest przeszkodą, nie ścinaj go.
Jednak Yuanwu ściął drzewo.
Wuzu zareagował z furią i złapawszy swój kij biegł za Yuanwu, aby go uderzyć. Yuanwu uciekał, żeby uniknąć bicia, ale nagle osiągnął oświecenie i wrzasnął: To jest metoda Linjiego!
Następnie wyrwał kij Wuzu i powiedział: Poznaję ciebie, ty stary złodzieju.
Wuzu roześmiał się i odszedł.
Po jakimś czasie pobytu w klasztorze Yuanwu udał się do Syczuanu, aby zaopiekować się starszą i chorą matką.
W latach 1102–1106 został opatem klasztoru Zhaojue. Następnie przeniósł się do Xingzhou, gdzie doszło do dyskusji z Zhangiem Wujinem na temat chanu i doktryny huayan. To wydarzenie rozsławiło mistrza.
Po jakimś czasie mistrz przeniósł się do klasztoru Biyan na górze Jia.
Mistrz przyciągnął wielką ilość uczniów, jego sława dotarła na dwór cesarski i Yuanwu został nagrodzony purpurową szatą oraz tytułem Foguo chanshi (mistrz chan Owoc Buddy) przez cesarza Huizonga (pan. 1101–1125).
Po upadku północnego państwa udał się na południe, gdzie przebywał w klasztorze Zhenru ze swoim uczniem Dahui Zonggao. Został wtedy odwiedzony przez młodego ucznia chanu szkoły caodong Hongzhi Zhengjuego. Nie ma na to dowodów, ale jest możliwe, że obaj uczniowie poznali się wtedy. Później doszło między nimi do słynnej dyskusji dotyczącej właściwej praktyki chanu: praktyki koanowej huatou przeciwko praktyce cichej iluminacji mozhao chan.
Yuanwu był także bardzo ceniony przez cesarza Gaozonga (pan. 1127–1162) i otrzymał od niego tytuł Yuanwu chanshi (mistrz chan Doskonałego Oświecenia).
Pod koniec sierpnia 1135 r. mistrz lekko zachorował. Usiadł w pozycji medytacyjnej przed kongregacją, napisał pożegnalny wiersz, odłożył pędzelek i zmarł.
Relikwie pozostałe po kremacji spoczęły w stupie przy klasztorze Zhaojue.

## Prace literackie
- Biyan lu (Księga Błękitnej Skały)
- Foguo Keqin chanshi xinyao (Mistrza chan Foguo Keqina podstawy umysłu) – zbiór nauk mistrza
- Kurz tego świata. Mistrz zen Yuanwu („Miska ryżu”, 2011) – zbiór nauk mistrza wydany w jęz. polskim

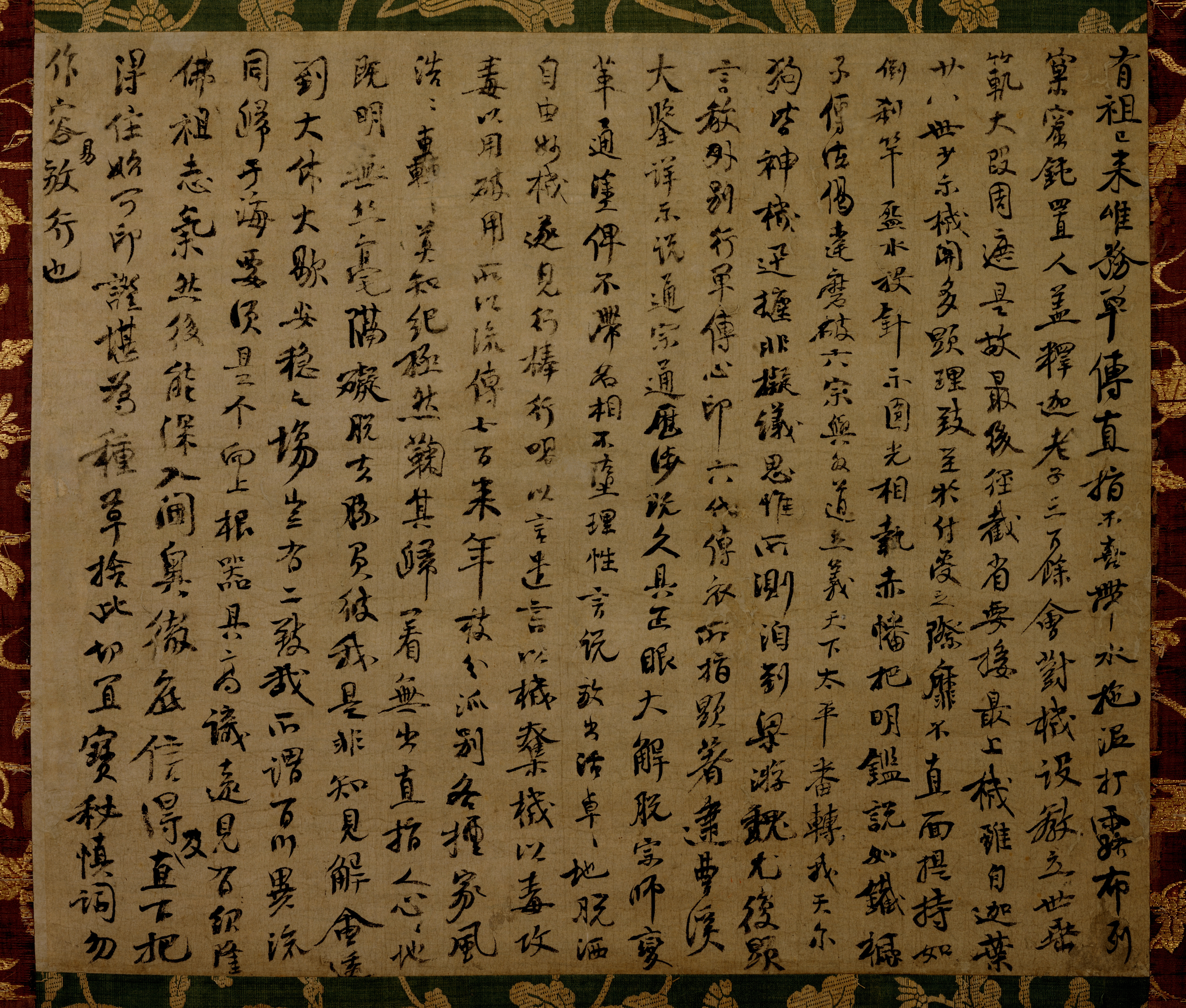
Połowa dokumentu poświadczającego oświecenie (印可状), napisana przez Yuanwu Keqina dla jego ucznia Huqiu Shaolonga

## Nauki i znaczenie mistrza
Do historii chanu mistrz przeszedł przede wszystkim jako autor komentarzy do zbioru koanów Biyan lu (Zapiski Błękitnej Skały) i jako współautor tego dzieła oraz jako mistrz, który przyczynił się do rozwoju praktyki gong’anowej w stylu kanhua chan.
Yuanwu rozpoznał niezwykłą wartość gong’anów zebranych przez Xuedou Chongxiana i jego komentujących wierszy, zebrał je, i dołączył do swojej własnej kolekcji. Wybór przypadków, najwyższa jakość poetycka i znakomite komentarze utworzyły najbardziej znaczącą pracę ze wszystkich kolekcji gong’anów.
Yuanwu kładł duży nacisk na praktykę „kanhua”, gdyż była to udana próba reakcji na sformalizowany chan okresu Song, który pozbawił tę szkołę jej pierwotnej oryginalności i żywotności. Yuanwu napisał zatem Dla nowicjuszy i starszych uczniów, którzy pragną praktykować [chan], ale którzy nie mają metody dotarcia do jego istoty, przeszli potężni mistrzowi ukazali swoją łaskawość prosząc ich aby śledzili (chiń. kan) gong’any starożytnych. Czyli sam Yuanwu nie widział siebie jako odkrywcy tej metody, ale tylko jako kontynuatora.
Jednak, jak pisze Schlütter, Yuanwu prowadził tę gong’anową rewolucję i naturalnie wywarł olbrzymi wpływ na swojego ucznia Dahui Zonggao. Mistrz kładł mocny nacisk na to, że powinno się śledzić tylko słowo, a nie zajmować się znaczeniem gong’anu. Dociekanie słowa doprowadzi do zrozumienia gong’anu bez pośrednictwa intelektu w sposób intuicyjny. Ta praktyka odbywa się w trakcie medytacji chanu. Mocno także podkreślał, że gong’an powinien być rozumiany jako „żywe słowa”, a nie „martwe słowa”. „Martwe słowa” należały do sfery intelektu, „słowa żywe” były bezpośrednim zrozumieniem bez żadnych pośredników.
Yuanwu był także prawdopodobnie pierwszym mistrzem, który wyraził to, że jeśli jeden gong’an jest prawdziwie, całkowicie zrozumiany, to równocześnie wszystkie inne gong’any także są zrozumiane. Napisał Jeśli pilnie rozpatrzysz jeden przypadek, [możesz dojść do momentu gdy] jasno zrozumiesz wszystkie powiedzenia i nauki przeszłości i teraźniejszości w jednej chwili.
W swoim tekście Yuanwu napisał także  Kiedy po raz pierwszy przyszedłem do Dagui, aby studiować z mistrzem Zhenru, siedziałem w ciszy cały dzień przed ścianą i śledziłem historie gong’anowe starych mistrzów tam i z powrotem. Po niecałym roku, nagle osiągnąłem pewien wgląd. Jak wynika z tego zdania, Yuanwu nie skupiał się na istotnym momencie gong’anu i ta praktyka opisuje, że tak naprawdę zajmował się co najmniej kilkoma gong’anami. Była ta praktyka, którą całkowicie skrytykował jego uczeń Dahui, gdy zaatakował praktykę mozhao chan szkoły caodong i błędne praktyki szkoły linji.

## Linia przekazu Dharmy zen
Pierwsza liczba oznacza liczbę pokoleń od Pierwszego Patriarchy chan w Indiach Mahakaśjapy.
Druga liczba oznacza liczbę pokoleń od Pierwszego Patriarchy chan w Chinach Bodhidharmy.
Trzecia liczba oznacza początek nowej linii przekazu w innym kraju.
- 38/11. Linji Yixuan (zm. 867) szkoła linji
- 39/12. Xinghua Cunjiang (830–888/925) *także Weifu
- 40/13. Nanyuan Huiyong (860–930) *także Baoying
- 41/14. Fengxue Yanzhao (896–973)
- 42/15. Shoushan Xingnian (926–993) *także Shengnian
- 43/16. Fenyang Shanzhao (947–1024) *także Fenzhou lub Fenxue
- 44/17. Ciming Chuyuan (987–1040) *także Shishuang i Nanyuan
  - 45/18. Huanglong Huinan (1002–1069) frakcja huanglong
  - 45/18. Yangqi Fanghui (992–1049) frakcja yangqi
    - 46/19. Baiyun Shouduan (1025–1079)
      - 47/20. Wuzu Fayan (1024–1104)
        - 48/21. Foyan Qingyuan
        - 48/21. Fojian Huiqin
        - 48/21. Yuanwu Keqin (1063–1135)
          - 49/22. Foxing Fatai (bd)
            - 50/23. Lingyan Chongan (bd)

          - 49/22. Cunpu Chanren (bd)
          - 49/22. Xiangyun Tanyi (bd)
          - 49/22. Wuyong Jingquan (bd)
            - 50/23. Panshan Sizhuo (bd)

          - 49/22. Huguo Jingyuan (1094–1146)
            - 50/23. Huo’an Shiti (1108–1179) występuje w gong’anie 4 z Bezbramnej bramy
            - 50/23. Xingshan Weiguan (1108–1179)

          - 49/22. Dahui Zonggao (1089–1163)
            - 50/23. Wuji Lepai
            - 50/23. Zishou Miaozong (1095–1170) mistrzyni chan
            - 50/23. Daoqian (bd)
            - 50/23. Zongyuan (bd)
            - 50/23. Zhuo’an Deguang (1121–1203) (także Fozhao)
              - 51/24. Wuji Liaopai (1149–1224)
                - 52/25. Xuechuang Zongyue (bd)

          - 49/22. Huqiu Shaolong (1077–1136)
            - 50/23. Ying’an Tanhua (1103–1163)
              - 51/24. Mi’an Xianjie (1118–1186)
                - 52/25. Songyuan Chongyue (1139–1209
                  - 53/26. Yun’an Puyan (1156–1226)
                    - 54/27. Xutang Zhiyu (1189–1269)
                      - 55/28/1. Nampo Jōmyō (1235–1309) Japonia. Szkoła rinzai.

                - 52/25. Po’an Zuxian (1136–1211)
                  - 53/26. Wuzhun Shifan (Yuanjiao) (1177–1249)
                    - 54/27. Wuxue Zuyuan (1226–1286) (także Foguang)
                      - 55/28/1. Kōhō Kennichi (1241–1316)) Japonia.
                      - 55/28/1. Kian Soen (1261–1313) Japonia.
                      - 55/28/1. Muchaku (ur. 1243) Japonia. Mniszka
                      - 55/28/1. Hōjō Tokimune (1251–1284) Japonia.
                      - 55/28/1. Ichiō Inkō (1210–1281)Japonia

                    - 54/27. Wu’an Puning (1197–1276)
                      - 55/28/1. Hōjō Tokiyori (1227–1263) Japonia

                    - 54/27/1. Enni Ben’en (1201–1280) Japonia
                    - 54/27. Wanji Xingmi (bd)
                      - 55/28. Yishan Yining (1217–1317)
                        - 56/29/1. Kokan Shiren (1278–1346) Japonia
                        - 56/29/1. Sesson Yūbai (1290–1346) Japonia

                    - 54/27. Xueyan Huilang (bd)
                      - 55/28. Gaofeng Yuanmiao (1238–1295)
                        - 56/29/1. Zhongfeng Mingben (1263–1323) Japonia
                          - 57/29. Tianru Weize (zm. 1354)
                          - 57/30/2. Kosen Ingen (1295–1374) Japonia

                      - 55/28. Qi’an Zongxin (bd)
                        - 56/29. Shiwu Qinggong (1272–1352)
                          - 57/30. T’aego Poŭ (1301–1382) Korea. Szkoła imje